# 9708 Ґука
9708 Ґука (9708 Gouka) — астероїд головного поясу, відкритий 16 жовтня 1977 року.
Тіссеранів параметр щодо Юпітера — 3,383.